# 何塞·马里亚·利纳雷斯
何塞·马里亚·利纳雷斯（西班牙語：José María Linares，1808年7月10日—1861年10月23日），玻利維亞總統，1857年至1861年在任。今玻利维亚波托西省的利纳雷斯县以他命名。